# Långtjärnen (Bodsjö socken, Jämtland, 695724-145124)
Långtjärnen är en sjö i Bräcke kommun i Jämtland och ingår i Ljungans huvudavrinningsområde.